# Mikael Källström
Mikael Källström, född 26 februari 1959 i Hedemora, är en svensk före detta fotbollsspelare. Han är far till Kim Källström och bror till Jonas Källström.
Han spelade som pojklagsspelare i IFK Hedemora och var med i U19-landslaget 1976-1977. Han spelade därefter i Sandvikens IF 1977–1983, Gefle IF 1984–1989, BK Häcken 1990–1994 samt Jonsereds IF 1994-1995, där han var spelade tränare. Källström har därefter arbetat som tränare, från 1998 till 2008 i BK Häcken. Han var tränare i norska Sandefjord Fotball 2009-2012.